# John Wilmot
John Wilmot, Segundo Conde de Rochester (Ditchley, 1 de abril de 1647 — 26 de julho de 1680), foi um libertino inglês, amigo do rei Carlos II e escritor de muita poesia satírica e obscena, características que o tornaram popular. No espiritismo, é mais conhecido como J. W. Rochester.
Foi uma célebre figura da corte da Restauração inglesa e patrono das artes. Apesar de ter casado-se com a herdeira Elizabeth Malet, possuiu muitas amantes, entre elas a atriz Elizabeth Barry. Foi muito divulgado que ele teria renunciado ao ateísmo em seu leito de morte.

## Biografia
Britânico, conhecia em profundidade o latim, o grego, o francês e o italiano. 
Aos 14 anos, no ano de 1661, recebeu o título de Master of Arts do Wadham College (Universidade de Oxford). 
Depois foi para a França e a Itália. Na Europa continental se tornou um intelectual carismático e prestigiado pela alta sociedade.
Poucos meses antes de completar 20 anos, em janeiro de 1667, contraiu matrimônio com Elizabeth Mallet, com quem teve quatro filhos. No mesmo ano teve uma filha com a atriz Elizabeth Barry.
Sua vida, embora breve, teve passagens tumultuadas: combateu a Marinha holandesa, envolveu-se em homicídio, escândalos sexuais, alcoolismo, charlatanismo e exercício ilegal da medicina.
Na casa dos trinta, já com a saúde em franco declínio por conta de sífilis, alcoolismo e depressão, dita suas memórias ao sacerdote Gilbert Burnet, onde registra seu remorso pela vida inócua e renuncia ao ateísmo. 
Suas poesias hoje são sucesso de crítica.

## Cinema
O dramaturgo Stephen Jeffreys escreveu em 1994 uma obra sobre sua vida, que foi adaptada para o filme "O Libertino" (The Libertine), interpretado por Johnny Depp, com direção de Laurence Dunmore.
O filme trata da seguinte questão existencial: Deve-se viver a vida até ao limite, correr o risco de a encurtar, ou deve-se vivê-la regradamente, racionalmente, sem rendição aos impulsos, alcançando uma idade avançada, mas com a possibilidade de chegar à conclusão de que não se viveu plenamente?